# チッポラ
チッポラ（英: Zipporah, ヘブライ語: צִפּוֹרָה）は、『旧約聖書』「出エジプト記」に登場する女性である。ミデヤン人の祭司イテロの娘で、モーセの妻である。ヘブライ語で「小鳥」の意味である。新共同訳、新改訳2017ではツィポラと表記されている。
エジプトでエジプト人の殺害事件が発覚してミデヤンの地に逃亡したモーセは、イテロの娘のチッポラに出会って結婚し、ゲルショムとエリエゼルの2人の子をもうけた。
イスラエル人をエジプトから救出するという主の召命を受けたモーセと共に、ミデヤンからエジプトに行った。その途中、主はモーセを殺そうとされた、その時、チッポラは息子に割礼を施してモーセを救った。この時、チッポラは2人の息子と共にイテロのもとに帰ったと思われる。
出エジプトの後に、チッポラと2人の息子はイテロに連れられて、レフィディムでモーセと再会した。